# 神鍋温泉

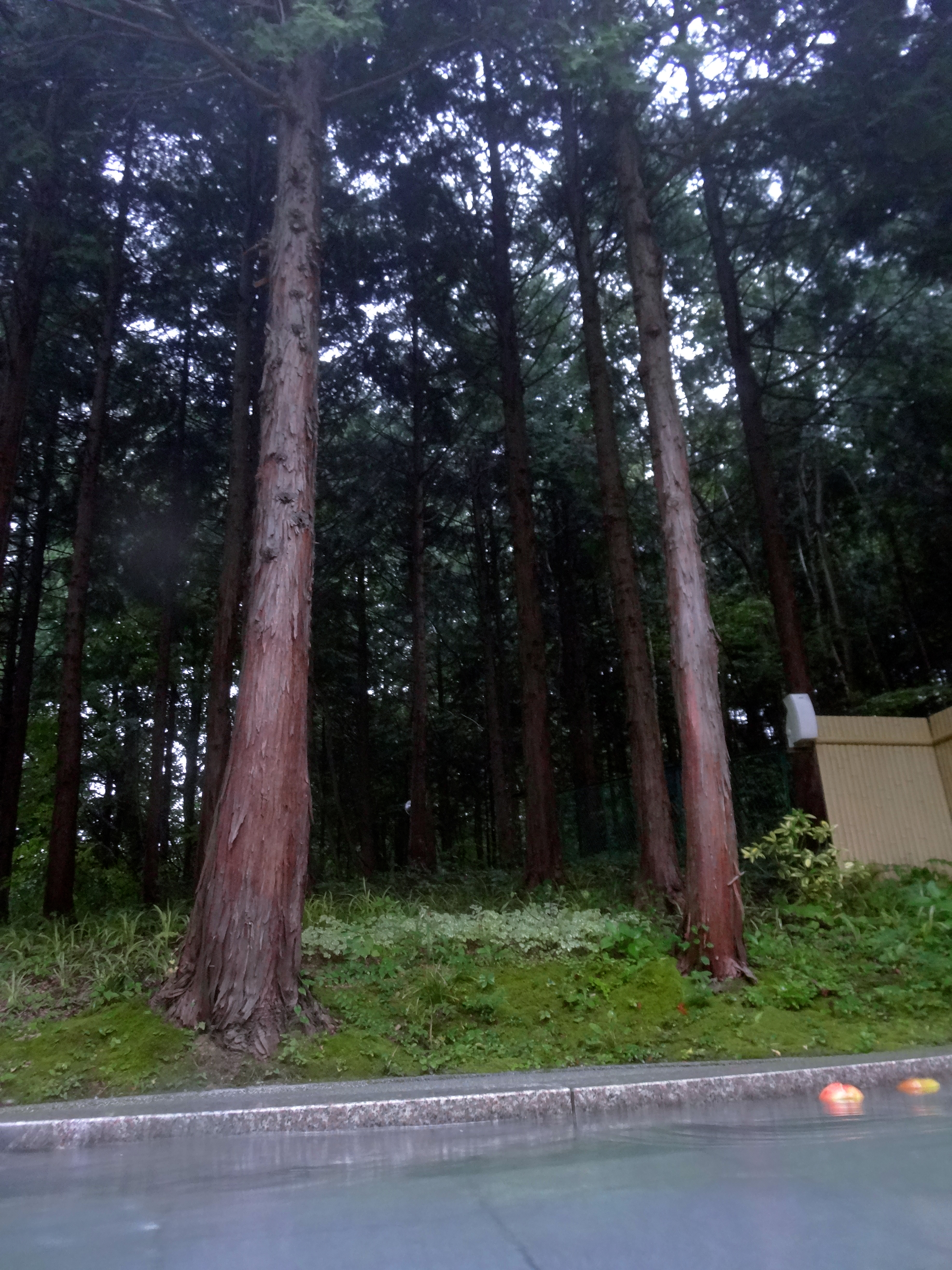
ブルーリッジホテルの露天風呂

神鍋温泉（かんなべおんせん）は兵庫県豊岡市の神鍋高原に湧出する温泉。

## 概要
兵庫県北部の山岳地帯、神鍋山の麓（標高350メートル）に湧出する温泉。温泉はリゾートホテル等に配湯されている。共同浴場は1件ある。
当地は大正時代にスキーリゾートとして開かれた歴史があり、今日においてもスキーやゴルフ、テニスなどスポーツの盛んな高原リゾートとして著名である。そのため宿泊施設は約200件集積されているが、これは勿論温泉街として形成されていったのではない。

## 温泉街の施設・名所
- 神鍋山
- 道の駅神鍋高原 - 「かんなべ湯の森ゆとろぎ」をリニューアルした「神鍋温泉ゆとろぎ」（2014年4月20日に開業）

## 周辺
- 神鍋渓谷、神鍋溶岩流 -八反滝、十戸滝ほか
- 兵庫県立但馬ドーム
- 植村直己冒険館
- 阿瀬渓谷
- 出石
- 城崎温泉